# Sénarmontova prizma
Sénarmontova prizma je optična prizma, ki spada med polarizacijske optične prizme. V resnici je samo modifikacija Wollastonove prizme.
Imenuje se po  francoskem fiziku in mineralogu  Henriju de Sénarmontu (1808 – 1862). 

## Zgradbe in delovanje
Podobno kot Wollastonova prizma je tudi Sénarmontova prizma narejena iz dveh delov, ki sta zlepljena s kanadskim balzamom. Za Sénarmontovo prizmo je značilno, da izredni žarek ne spremeni smeri. Podobna je Rochonova prizma, ki pa prepušča redni žarek v nespremenjeni smeri. 